# Smith and Jones
"Smith and Jones" (intitulado "Smith e Jones" no Brasil) é o primeiro episódio da terceira temporada da série de ficção científica britânica Doctor Who, transmitido originalmente através da BBC One em 31 de março de 2007. Foi escrito pelo showrunner Russell T Davies e dirigido por Charles Palmer.
O episódio marca a estreia de Freema Agyeman como a estudante de medicina Martha Jones como a nova acompanhante de viagem do alienígena viajante do tempo conhecido como o Doutor (David Tennant). Agyeman já havia aparecido como a prima da personagem, Adeola, no episódio "Army of Ghosts" (2006). O episódio também apresenta a família de Martha: sua mãe Francine (interpretada por Adjoa Andoh), seu pai Clive (Trevor Laird), sua irmã Tish (Gugu Mbatha-Raw) e irmão Leo (Reggie Yates).
Na história, uma força policial alienígena de aluguel chamada Judoon transporta um hospital de Londres para a Lua para caçar uma alienígena metamorfa fugitiva chamada "Florence Finnegan" (Anne Reid), que está se passando por uma paciente humana lá dentro.
O episódio foi filmado principalmente em agosto de 2006, com o Singleton Hospital e a University of Glamorgan servindo como o fictício Royal Hope Hospital. De acordo com os números do Broadcasters' Audience Research Board, foi visto por 8,7 milhões de telespectadores e foi o nono programa mais assistido naquela semana. Ele obteve um Índice de Apreciação do público de 88.

## Enredo

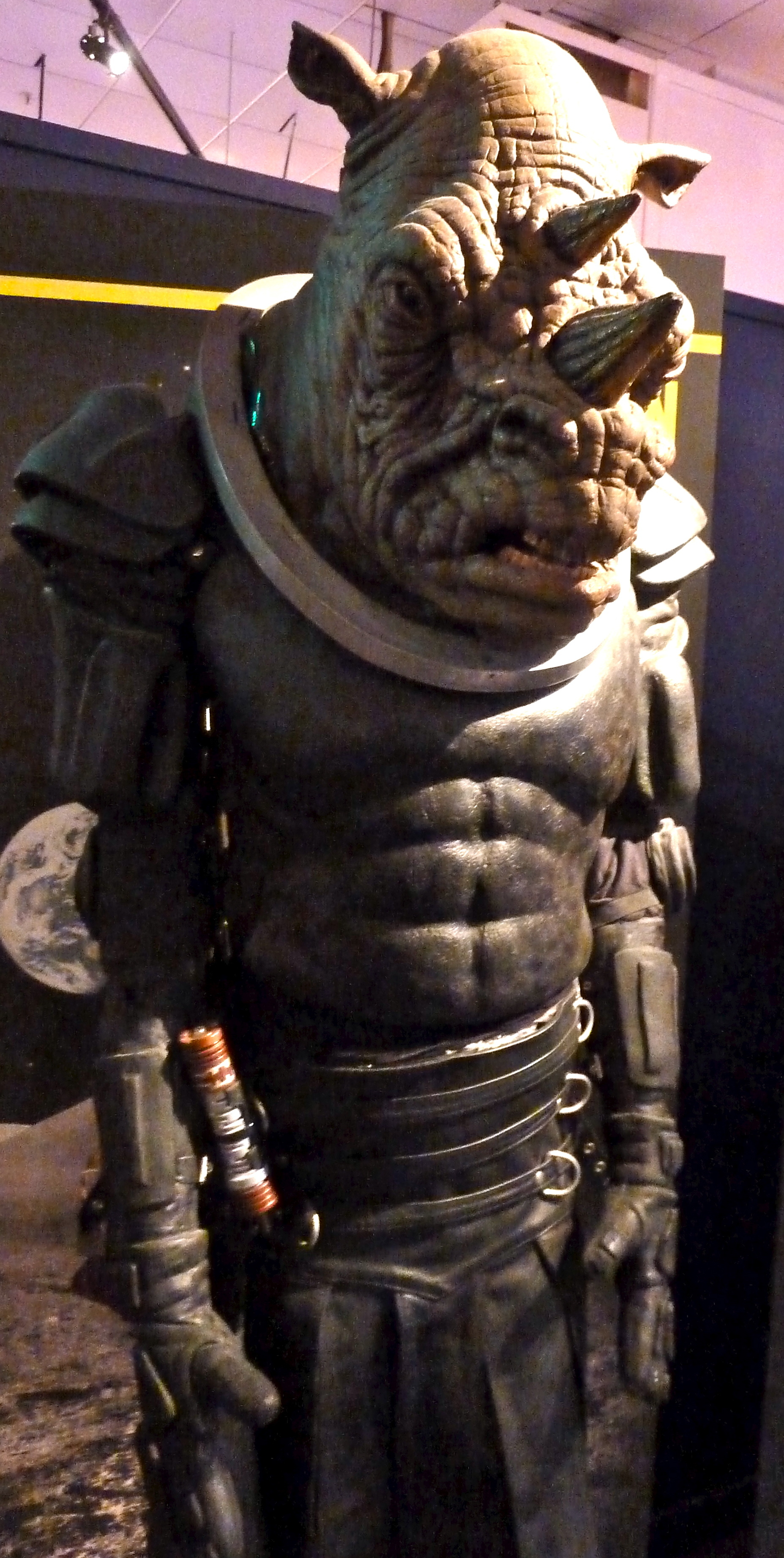
Os Judoon vistos no episódio em exposição na Doctor Who Experience

Um hospital de Londres, juntamente com sua equipe e pacientes, é transportado para a Lua. Três naves espaciais pousam nas proximidades e o hospital é invadido pelos Judoon, uma força policial de aluguel intergaláctica que está procurando por um Plasmavore, um alienígena com a habilidade de aparecer como a espécie cujo sangue ele consome, mudando internamente sua forma. Os Judoon começam a escanear todos no hospital, catalogando os humanos enquanto tentam encontrar o criminoso. O Décimo Doutor, se passando por um paciente para investigar o local, fala com a estudante de medicina Martha Jones, revelando que ele também é um alienígena. Os dois vão até o saguão onde descobrem o que os Judoon estão fazendo. Uma senhora mais velha chamada Florence Finnegan revela que ela é o Plasmavore e drena o Sr. Stoker, o chefe do hospital, e consequentemente se registra como humana quando é escaneada. O Doutor sabe que se for escaneado ele será registrado como não humano, então ele e Martha evitam os Judoon, que provavelmente executariam todas as pessoas dentro do hospital sob a alegação de abrigar um fugitivo no prédio. Conforme o nível de oxigênio no hospital cai, as pessoas começam a entrar em colapso.
O Doutor encontra Florence em uma sala de ressonância magnética (MRI), onde ela modifica o scanner para fazê-lo destruir toda a vida na Lua e na metade da Terra atualmente voltada para ela. O Doutor finge ser um humano confuso e Florence bebe seu sangue até ele desmaiar. Martha entra e pega um scanner Judoon e expõe Florence como não humana. Confirmando que ela é a fugitiva procurada, os Judoon a executam pelo assassinato de uma princesa alienígena e retornam para suas naves. Martha usa ressuscitação cardiopulmonar nos dois corações do Doutor para reanimá-lo e ele desabilita a MRI modificada na sequência, enquanto os Judoon finalmente transportam o hospital de volta para a Terra segundos antes de todos morrerem sufocados.
Naquela noite, depois que uma festa de aniversário do irmão de Martha, Leo, termina em uma briga, o Doutor a convida para uma viagem com ele. Ela hesita até que o Doutor diz que ele também pode viajar no tempo. Martha entra na TARDIS e o Doutor diz que eles só farão uma viagem juntos.

### Continuidade
O estudante Oliver Morgenstern se refere a um "Saxon" durante sua transmissão de rádio, alegando que os eventos do episódio provam que as teorias de Saxon sobre vida alienígena estavam corretas; no episódio anterior, "The Runaway Bride", um Sr. Saxon teria dado aos militares a ordem de atirar na nave da Imperatriz Racnoss. Um pôster "Vote Saxon", idêntico ao visto no episódio de Torchwood, "Captain Jack Harkness", e também no trailer da temporada, pode ser visto no beco quando o Doutor busca Martha. "Sr Saxon" se tornou o tema recorrente da terceira temporada, que chegou à sua conclusão nos episódios "Utopia", "The Sound of Drums" e "Last of the Time Lords", no qual Saxon é revelado como o Mestre.
Martha se refere à nave espacial colidindo com o Big Ben em "Aliens of London", aos eventos de "The Christmas Invasion" ou "The Runaway Bride" e à Batalha de Canary Wharf contra os Cybermen vistos em "Army of Ghosts". Ela também se lembra da perda de sua prima Adeola que "trabalhava em Canary Wharf" e desapareceu, uma referência ao personagem de "Army of Ghosts" interpretado pela mesma atriz.
O Doutor expressa sua aprovação pela loja do hospital, uma referência à "New Earth", quando ele afirma que gosta de "lojinhas". Martha pergunta se ele tem um irmão e ele responde: "Não mais". Um irmão do Doutor foi mencionado anteriormente no romance spin-off da Virgin New Adventures, Tears of the Oracle, de Justin Richards, que foi editado por Simon Winstone, editor de roteiro deste episódio. O nome do irmão, ou pelo menos o nome que ele usou, era Irving Braxiatel. O Doutor usa seu pseudônimo "John Smith", que lhe foi dado por Jamie McCrimmon no serial The Wheel in Space (1968).

## Produção
As filmagens ocorreram principalmente em agosto de 2006, com trabalho adicional feito em setembro, outubro e novembro daquele ano. O hospital foi filmado em vários lugares ao longo de agosto - a Escola de Ciências da Universidade de Glamorgan foi usada, assim como partes do Hospital Singleton em Swansea, e o Usk Valley Business Park. A varanda e a cozinha dos funcionários foram filmadas nos estúdios da equipe de produção de Doctor Who em Upper Boat, Trefforest.
O beco no final onde a TARDIS estava estacionada foi filmado em Pontypridd em setembro de 2006. As cenas com a família de Martha foram gravadas em outubro de 2006, também principalmente em Pontypridd.
O formato geral do hospital também foi modificado para se assemelhar ao formato mais quadrado do St Thomas' Hospital. No início do episódio, uma cena da frente do Hospital Singleton é vista onde parte do edifício foi removida e uma imagem do London Eye foi adicionada para fazer parecer que o hospital estava no local do St. Thomas.
A última coisa filmada para o episódio foi uma cena em que o Doutor gira uma maçaneta de ferrolho para trancar uma porta, e não retrata a mão de David Tennant. Originalmente, a cena tinha o Doutor usando sua chave de fenda sônica para trancar a porta. Não ocorreu a ninguém na equipe de produção que isso contradizia uma cena anterior em que a chave é destruída até a pós-produção. A cena dele usando a fechadura foi filmada e inserida às pressas.
O primeiro uso do tema de Martha na música do episódio é cantado por Melanie Pappenheim.

## Transmissão e recepção
Foi originalmente planejado que o episódio fosse transmitido em 17 de março de 2007; no entanto, a data foi adiada uma semana para 24 de março, quando se percebeu que ele iria contra a final da série Dancing on Ice da ITV1. O episódio foi então adiado outra semana, para 31 de março, por causa da eliminatória do Campeonato Europeu de Futebol entre Inglaterra e Israel em 24 de março. "Smith and Jones" e "The Shakespeare Code" foram exibidos para a imprensa em 21 de março. Isso criou muito entusiasmo na imprensa para a nova temporada nos dias que antecederam a transmissão. Dois trailers especialmente criados para a terceira temporada foram exibidos na BBC nas duas semanas anteriores à transmissão. Esses trailers apresentavam clipes da temporada, predominantemente com cenas de "Smith and Jones". De acordo com os números do Broadcasters' Audience Research Board, foi visto por 8,7 milhões de telespectadores e foi o nono programa mais assistido naquela semana. Ele obteve um Índice de Apreciação do público de 88.
Dave Bradley da SFX Magazine deu a "Smith and Jones" cinco de cinco estrelas, chamando-o de um "começo explosivo" e elogiando a personagem de Martha e os Judoon. Travis Fickett da IGN avaliou o episódio com 8,2 de 10, acreditando que ele começou a temporada com uma "história divertida de invasão alienígena, bem como uma introdução fantástica" para Martha. O crítico do The Stage Scott Matthewman observou que a ciência no episódio "não resiste a um exame minucioso" e achou que a família de Martha era a "parte mais fraca" porque eles pareciam ser "pouco mais do que uma caricatura de sitcom", mas ele elogiou Agyeman e sua personagem. Dek Hogan do Digital Spy foi mais misto, dizendo que "um pouco da magia parece ter desaparecido", citando Finnegan como talvez não sendo um "monstro assustador o suficiente para o primeiro episódio" e que a "complicada bagagem familiar" de Martha contribuiu para torná-la uma personagem não tão boa quanto Rose Tyler e Donna Noble tinham sido.